# Борисоглебское (Татарстан)
Борисоглебское (тат. Борисоглебски, Borisoglebski или тат. Өч Утар, Öç Utar) — микрорайон и бывшее село в Авиастроительном районе Казани. 

## География
Борисоглебское расположено в западной части Авиастроительного района, на реке Сухой, недалеко от её впадения в Казанку. Севернее расположено Кадышево, западнее — Сухая Река, восточнее — река Казанка, южнее и юго-западнее — одноимённый аэродром.

## История
Основано во второй половине XVI века. Название было дано по церкви Бориса и Глеба, построенной не позднее 1600 года; она сгорела в 1888 году и на её месте была построена новая церковь по проекту Павла Аникина. Около деревни некоторое время деревня Трои Атары (тат. Өч Утар), вошедшая в состав Борисоглебского как отдельное сельское общество.
В 1861 году в селе была открыта школа для девочек, а в 1868 (или 1870) году откуда из Кадышева была переведена школа; в 1888 года они были объединены в одну земскую школу. В начале XX века к приходу села Борисоглебского относились деревня Щербаково Каймарской волости и Большие Дербышки Собакинской волости. В земской школе на 1905 год обучались 36 мальчиков и 7 девочек. Кроме сельского хозяйства жители села занимались кузнечным, валяльным, колёсным промыслом, торговлей сельскохозяйственными продуктами в Казани.
С середины XIX века до 1924 года село Борисоглебское входило в Каймарскую волость Казанского уезда Казанской губернии (с 1920 года — Арского кантона Татарской АССР). С 1924 года в составе Воскресенской волости Арского кантона Татарской АССР. После введения районного деления в Татарской АССР в составе Воскресенского (Казанского, 1927—1938), Юдинского (1938-1958), Высокогорского (1958-1963, 1965-1998) и Зеленодольского (1963-1965) районов. В 1998 году присоединён к Авиастроительному району Казани.

## Население
| 1646  | 1782  | 1852  | 1897 | 1908 | 1920 | 1926 |
| ----- | ----- | ----- | ---- | ---- | ---- | ---- |
| 123   | ↗152  | ↗552  | ↗659 | ↗766 | ↗778 | ↗928 |
| 1938  | 1949  | 1959  | 1970 | 1989 |      |      |
| ↗1023 | ↘1000 | ↗1225 | ↘977 | ↘488 |      |      |

## Улицы
- Авиастроителей
- Вишневая
- Гагарина
- Заводская
- Заречная
- Зеленая
- Иванычева
- Ивовая
- Кадышевская
- Колхозная
- Ленина
- Луговая
- Малая Заречная
- Молодежная
- Новая
- Озерная
- Октябрьская
- Переломная
- Победы
- Производственная
- Рабочая
- Рабочая 2-я
- Рабочая 3-я
- Речная
- Садовая
- Северная
- Советская
- Степная
- Строителей
- Сухорецкая
- Торфяная
- Школьная
- Шоссейная
- Южная

## Примечательные объекты
- Церковь Бориса и Глеба
- Мечеть «Омет»

## Транспорт

### Автобус
Городской общественный транспорт начал ходить в постсоветское время — это был маршрут № 82 («ДК имени Ленина» — «Борисоглебское»); также некоторое время существовала сезонная «маршрутка» № 185 («Борисоглебское» — «Московский рынок»). После введения новой системы маршрутов маршрут № 82 был заменён маршрутом № 42.